# Championnat de Roumanie de football 1960-1961
Navigation
Saison précédente Saison suivante
La saison 1960-1961 du Championnat de Roumanie de football était la 43e édition de la première division roumaine. Le championnat rassemble les 14 meilleures équipes du pays au sein d'une poule unique, où chaque club rencontre tous ses adversaires deux fois, à domicile et à l'extérieur. Le club vainqueur du championnat se qualifie pour la Coupe d'Europe des clubs champions.
C'est le club du CCA Bucarest, champion en titre, qui termine en tête du championnat et qui remporte le 6e titre de champion de Roumanie de son histoire.

## Les 14 clubs participants
| - Dinamo Bucarest - Dinamo Bacău - FC Petrolul Ploiești - CCA Bucarest - CSMS Iași - Promu de Divizia B - FC Progresul Bucarest - Steagul Roșu Orașul Stalin | - UT Arad - CS Minerul Lupeni - Știința Cluj - FC Rapid Bucarest - Știința Timișoara - Promu de Divizia B - FC Corvinul Hunedoara - Promu de Divizia B - Farul Constanța |

## Compétition

### Classement
Le classement est établi en utilisant le barème suivant :
- Victoire : 2 points
- Match nul : 1 point
- Défaite, forfait ou abandon : 0 point

| Rang | Équipe                     | Pts | J  | G  | N | P  | Bp | Bc | Diff |
| ---- | -------------------------- | --- | -- | -- | - | -- | -- | -- | ---- |
| 1    | CCA Bucarest (T)           | 37  | 26 | 17 | 3 | 6  | 61 | 36 | +25  |
| 2    | Dinamo Bucarest            | 32  | 26 | 14 | 4 | 8  | 56 | 31 | +25  |
| 3    | FC Rapid Bucarest          | 30  | 26 | 11 | 8 | 7  | 37 | 31 | +6   |
| 4    | Știința Cluj               | 29  | 26 | 12 | 5 | 9  | 47 | 44 | +3   |
| 5    | Steagul Roșu Orașul Stalin | 28  | 26 | 12 | 4 | 10 | 50 | 40 | +10  |
| 6    | FC Petrolul Ploiești       | 28  | 26 | 10 | 8 | 8  | 45 | 45 | 0    |
| 7    | UT Arad                    | 27  | 26 | 12 | 3 | 11 | 46 | 42 | +4   |
| 8    | Dinamo Bacău               | 25  | 26 | 11 | 3 | 12 | 39 | 36 | +3   |
| 9    | Progresul Bucarest         | 25  | 26 | 10 | 5 | 11 | 48 | 51 | -3   |
| 10   | Știința Timișoara (P)      | 25  | 26 | 9  | 7 | 10 | 45 | 49 | -4   |
| 11   | CS Minerul Lupeni          | 22  | 26 | 10 | 2 | 14 | 30 | 50 | -20  |
| 12   | CSMS Iași (P)              | 20  | 26 | 7  | 6 | 13 | 43 | 49 | -6   |
| 13   | Farul Constanța            | 20  | 26 | 8  | 4 | 14 | 37 | 58 | -21  |
| 14   | FC Corvinul Hunedoara (P)  | 16  | 26 | 5  | 6 | 15 | 28 | 51 | -23  |

|  | Qualifié pour la Coupe des clubs champions 1961-1962 |
|  | Qualifié pour la Coupe des Coupes 1961-1962          |
|  | Relégation en Divizia B                              |

## Bilan de la saison
| Tableau d'Honneur                   |                  |
| Compétition                         | Vainqueur        |
| Championnat de Roumanie de football | CCA Bucarest     |
| Coupe de Roumanie de football       | FC Arieșul Turda |

| Qualifications européennes          |                    |
| Compétition                         | Qualifié           |
| Coupe des clubs champions 1961-1962 | CCA Bucarest       |
| Coupe des Coupes 1961-1962          | Progresul Bucarest |

| Promotions et relégations |                                                 |
| Promus en Divizia A       | SC Jiul Petroșani FCM Târgoviște Dinamo Pitești |
| Relégué en Divizia B      | CSMS Iași Farul Constanța FC Corvinul Hunedoara |